# Shahid Khan
Shahid Rafiq Khan (in urdu شاہد خان‎?; Lahore, 18 luglio 1950) è un imprenditore e dirigente sportivo pakistano naturalizzato statunitense, co-proprietario dei Jacksonville Jaguars della National Football League (NFL), del Fulham Football Club della Premier League insieme al figlio Tony Khan. Classico rappresentante del sogno americano (è passato da essere studente immigrato che doveva fare il lavapiatti per pagarsi il soggiorno a miliardario), è anche il proprietario della All Elite Wrestling.

## Biografia
Khan nacque a Lahore, Pakistan, da una famiglia della classe media coinvolta nell'industria delle costruzioni. Si trasferì negli Stati Uniti nel 1967 all'età di 16 anni e frequentò la facoltà di ingegneria dell'Università dell'Illinois a Urbana-Champaign. Dopo gli studi, trovò impiego presso la Flex-N-Gate, una società di forniture per l'industria automobilistica. In seguito, si mise in proprio nel medesimo settore fondando la Bumper Works, con ottimi risultati grazie allo sviluppo di nuovi tipi di paraurti, tanto da arrivare nel 1980 ad acquisire la sua ex società, diventando nel 1987 fornitore unico per i paraurti dei pick-up Toyota negli Stati Uniti e nel 1989 fornitore unico di tutti i paraurti del colosso giapponese negli USA. Da allora la compagnia è cresciuta sino ad avere 64 impianti in tutto il mondo, 64.000 dipendenti e un fatturato 2017 di 7,5 miliardi. Ha acquisito la cittadinanza statunitense nel 1991.
Il 29 novembre 2011, Khan ha perfezionato l'acquisto dei Jacksonville Jaguars da Wayne Weaver per una cifra stimata di 760 milioni di dollari. I proprietari della NFL approvarono la transazione il 14 dicembre. Khan divenne così il primo proprietario di una squadra della lega appartenente a una minoranza etnica. L'interesse di estendere la popolarità della NFL al di fuori degli Stati Uniti, ha spinto Khan a garantire fino al 2020 la presenza dei Jaguars nelle partite giocate a Wembley all'interno delle NFL International Series. Nel 2018 ha presentato un'offerta per acquistare lo stadio messo in vendita della Federazione Calcio Inglese ma la stessa è stata poi ritirata.
Nel luglio 2013, Khan ha acquistato lo storico club calcistico londinese del Fulham dal suo precedente proprietario, Mohamed Al-Fayed. L'accordo è stato finalizzato il 12 luglio 2013 per una cifra stimata attorno ai 150-200 milioni di dollari.
Risiede a Naples, Florida, è sposato e ha due figli.
La rivista americana Forbes lo ha collocato al 143º posto della sua classifica con un patrimonio di 12.3 miliardi di dollari.

## Impegno umanitario
Shahid Khan (popolarmente conosciuto come Shad), è attivo nel settore sociale. Oltre a sostenere la sua ex Università con 25 milioni di dollari, contribuisce ad associazioni di veterani, imprese e scolastiche nella città di Jacksonville. È stato uno dei sette nominativi a essere individualmente riconosciuti come maggiori donatori del totale di circa 23 milioni di dollari conferiti alla NFL Foundation per sostenere progetti sportivi, scolastici e sanitari della comunità.